# روبرتو كاستيللي
روبرتو كاستيللي (بالإيطالية: Roberto Castelli) ـ (ولد في ليكو في 12 يوليو 1946) هو سياسي إيطالي، كان وزيرًا للعدل في وزارتي سيلفيو بيرلسكوني الثانية والثالثة. وهو إلى جانب ذلك عضو بمجلس الشيوخ الإيطالي وواحد من أبرز ممثلي حزب رابطة الشمال.